# Pyronota lugubris
Pyronota lugubris är en skalbaggsart som beskrevs av Sharp 1885. Pyronota lugubris ingår i släktet Pyronota och familjen Melolonthidae. Inga underarter finns listade i Catalogue of Life.